# Royaume Bushi
Pour les articles homonymes, voir Bushi (homonymie).
 (mars 2017).
vers 1380 – XIXe siècle
Entités suivantes :
- État indépendant du Congo

Le Royaume du Bushi ou le Bushi fait partie des anciens royaumes du Sud-Kivu dans l'Est du Congo. Ce royaume correspond actuellement aux territoires Kabare, Walungu, Idjwi, Mwenga, Bukavu et de Kalehe. L'habitant du royaume est nommé Shi et la langue dominante était le Mashi.

## Géographie
Son territoire correspondrait à l'ancien district du Kivu-Central, au sud-ouest du lac Kivu, il s'étend sur 4 600 km2. Au XIXe siècle, le Bushi est constitué d'un peuple et de sept royaumes.

## Histoire
Pendant des siècles le Kivu a compté des royaumes bien organisés, gérés et gouvernés. L'histoire de ce peuple est riche en guerres, car leurs terres étaient souvent convoitées par des envahisseurs, du Royaume du Buhunde et du Royaume du Rwanda voisin. Leur riche tradition orale fait état de plusieurs victoires sur les différents roi du Royaume du Rwanda,. Mais également sur la légendaire guerre d’usure que menèrent les Bashi du Roi Kabare contre le colonisateur belge en 1901.
Cette région a actuellement de redoutables guerriers connus sous le nom de Maï Maï, car il s'agit de l'un des berceaux naturels de la résistance congolaise aux invasions des envahisseurs.
Les premiers Européens arrivèrent dans le Bushi à la fin du XIXe siècle. Bukavu fut fondée en 1901 par les autorités coloniales belges. Les colons ont modifié l’organisation administrative des structures existantes. Ils ont mis en place des divisions administratives, dans un premier temps, sur la base de la configuration géographique et orographique, et par la suite, sur la base des entités rencontrées sur place.
La réduction du royaume en chefferie (plus petit royaume) répond à la volonté du colon qui voulait réduire le pouvoir et l'autorité du monarque Shi. Le colonisateur réduisit leur statut en de simples chefs de tribu soumis à l'autorité coloniale. Plusieurs rois furent ainsi relégués loin de leur territoire.

## Rois
Tous les Bami (singulier Mwami) à la tête de ce royaume forment une dynastie monolithique héréditaire et portent le nom de Nabushi Kabare. Plus de 28 rois se sont succédé depuis sa création.
Le notable du Roi, le "Muluzi" Nyalukemba régnait sur un groupement dont la plus grande partie constitue la ville de Bukavu d'aujourd'hui. Le Mwami gère en étant secondé par un conseil de sages (les Bajinji) ainsi qu'un parlement qui représente non seulement sa cour, mais aussi chacun des groupements de sa royauté. Chaque groupement est dirigé par un représentant du Mwami, un prince royal Muluzi, ce chef de groupement exerce le pouvoir royal par délégation. Le groupement est subdivisé en villages et chacun est dirigé aussi pour un représentant du Mwami. La fondation du royaume est mentionnée vers 1380, au début du XXe siècle, le royaume devient un royaume traditionnel coutumier.